# Isle (Minnesota)
Isle – miasto w Stanach Zjednoczonych, w stanie Minnesota, w hrabstwie Mille Lacs.